# 伽拉修斯山
伽拉修斯山（Galaxius Mons）是位于火星刻布壬尼亚区北纬34.76度、西经217.69度附近的一群山丘，直径范围22公里（13.7英里），其名称取自“古典的反照率特征名”。

## 另请查看
- 火星地理
- 火星地质
- 高分辨率成像科学设备
- 火星山脉高度列表